# Hypothymis azurea
El monarca nuquinegro (Hypothymis azurea) es una especie de ave paseriforme de la familia Monarchidae. Se distribuye por el sureste asiático.

## Descripción
El macho mide unos 16 cm de largo y su plumaje es principalmente de color azul pálido a excepción del bajo vientre que es blanquecino. Tiene la nuca negra y un babero negro bien contrastado. Los machos de la subespecie de Sri Lanka (H. a. ceylonensis) no tienen ni la nuca, ni el babero negros. La hembra es más apagada y carece de las zonas negras. Sus alas y espalda son gris pardusco. El monarca nuquinegro tiene patas cortas y se posa muy erguido en un lugar destacado, al estilo de los alcaudones.

## Distribución y hábitat
Se distribuye por todo el sureste tropical de Asia, desde la India y Sri Lanka hasta Indonesia y Filipinas. Las poblaciones en la mayor parte de su distribución son muy abundantes, pero en Bangladés sus efectivos están disminuyendo rápidamente a causa de su caza excesiva y descontrolada como hobby con pistolas de aire comprimido y rifles.
Suele vivir en bosques densos y otros hábitats bien arbolados.

## Comportamiento
Suele poner tres huevos en un pequeño nido en forma de cuenco en un árbol. Es insectívoro, por lo general cazando en vuelo.

## Subespecies

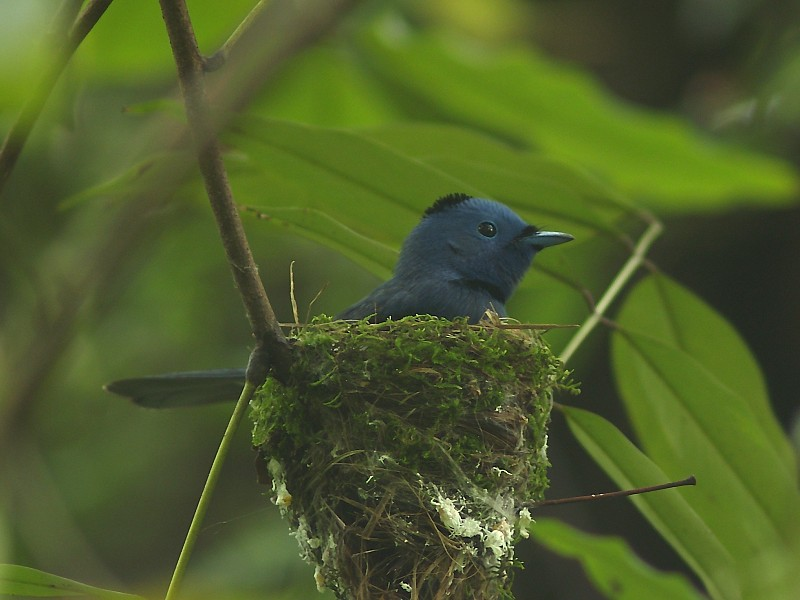
Macho en el nido.

Tiene descritas numerosas subespecies:
- H. a. abbotti Richmond, 1902
- H. a. aeria Bangs & Peters, JL, 1927
- H. a. azurea Boddaert, 1783
- H. a. blasii Hartert, 1898
- H. a. catarmanensis Rand & Rabor, 1969
- H. a. ceylonensis Sharpe, 1879
- H. a. consobrina Richmond, 1902
- H. a. forrestia Oberholser, 1911
- H. a. galerita Deignan, 1956
- H. a. gigantoptera Oberholser, 1911
- H. a. idiochroa Oberholser, 1911
- H. a. javana Chasen & Kloss, 1929
- H. a. karimatensis Chasen & Kloss, 1932
- H. a. leucophila Oberholser, 1911
- H. a. montana Riley, 1929
- H. a. nicobarica Bianchi, 1907
- H. a. oberholseri Stresemann, 1913
- H. a. opisthocyanea Oberholser, 1911
- H. a. penidae Meise, 1941
- H. a. prophata Oberholser, 1911
- H. a. puella Wallace, 1863
- H. a. richmondi Oberholser, 1911
- H. a. styani Hartlaub, 1899
- H. a. symmixta Stresemann, 1913
- H. a. tytleri Beavan, 1867

Las dos subespecies indonesias blasii y puella, en ocasiones son consideradas como subespecies de una especie diferente: Hypothymis puella.

## En la cultura contemporánea
El monarca nuquinegro inspiró el logotipo de la compañía Twitter.